# The Blind Side: The Evolution of a Game
The Blind Side: The Evolution of a Game es un libro escrito por Michael Lewis, publicado en 2006. El libro se divide en dos temas a tratar. El primero de ellos es la evolución del fútbol americano durante años desde la llegada de Lawrence Taylor, en la década de los `80. Por otro lado el libro relata la historia de Michael Oher, jugador de los Baltimore Ravens. Asimismo Lewis expone cómo este fue adoptado por Sean Tuohy y Leigh Anne Tuohy y en cómo se convirtió en una de las figuras más importantes del fútbol en la universidad y, posteriormente, del equipo Baltimore Ravens.

## Adaptación al cine
The Blind Side: The Evolution of a Game fue adaptada al cine en 2009, bajo el título de The Blind Side. La película se centra en el proceso de adopción de Michael Oher por parte de la familia Tuohy y en cómo este se adaptaba a su nueva familia y se convertía en una estrella de fútbol.
En el film  Michael Oher está interpretado por Quinton Aaron; Sean Tuohy por Tim McGraw y Leigh Anne Tuohy por Sandra Bullock. Además, la película fue un gran éxito de taquilla recaudando más de 300 millones de dólares en todo el planeta y recibiendo el Óscar a la mejor actriz para Sandra Bullock. Asimismo recibió una nominación en la categoría de Óscar a la mejor película.